# بنیامینو دی جاکومو
بنیامینو دی جاکومو (به ایتالیایی: Beniamino Di Giacomo) بازیکن فوتبال اهل ایتالیا است که از سال ۱۹۶۴ میلادی عضو تیم ملی فوتبال ایتالیا بوده و در ۱ بازی ملی حضور داشته‌است. او در بازی‌های ملی‌اش گلی به ثمر نرساند.
بنیامینو دی جاکومو آخرین بازی ملی خود را در سال ۱۹۶۴ میلادی انجام داد.